# Przepięcie
Przepięcie – termin używany w elektrotechnice i elektronice, mający w obu dziedzinach nieco odmienne znaczenia. Jego głównym znaczeniem jest jednak wzrost napięcia powyżej wartości znamionowej.
Najczęściej przez przepięcie rozumie się wzrost napięcia ponad maksymalną wartość napięcia instalacji lub urządzenia elektrycznego.

## Występowanie

### Sieci elektroenergetyczne
Przepięcie w sieciach elektroenergetycznych oznacza każdy wzrost napięcia w sieci ponad jego maksymalną dopuszczalną wartość.
Przepięcia dzieli się na:
- wewnętrzne (systemowe)
- zewnętrzne (atmosferyczne) – zwane też piorunowymi.

oraz na:
- długotrwałe
- impulsowe.

Przepięcia wewnętrzne powstają wewnątrz systemu. Mogą następować w wyniku
- zmiany impedancji obciążenia
  - zwarcia
  - doziemienia
  - przełączenia
  - załączanie i wyłączanie różnego rodzaju obciążeń – zob. też przepięcie łączeniowe
- rezonansu i ferrorezonansu

Źródłem przepięcia zewnętrznego może być
- piorun
- oddziaływanie innych pobliskich obwodów elektrycznych (zob. też sprzężenie elektromagnetyczne)
- impuls elektromagnetyczny powstający w wyniku wybuchu bomby atomowej
- fale radiowe

Przyczyny przepięć długotrwałych (zob. też przepięcie dorywcze, przepięcie ziemnozwarciowe):
- zła regulacja przez dostawcę energii
- nagły spadek obciążenia sieci, np. symboliczne akcje oszczędzania energii, koniec meczu, zaniki zasilania sąsiednich sieci
- niesymetryczne obciążenie lub zwarcie jednej z faz generatorów 3-fazowych lub sieci z nieuziemionym punktem gwiazdy
- spadek obciążenia w godz. nocnych

Przyczyny przepięć impulsowych (zob. też przepięcie przejściowe, przepięcie dynamiczne):
- wyładowania elektrostatyczne (Impuls zwykle <1 ns)
- wyłączenia odbiorników, szczególnie indukcyjnych
- iskrzenie kontaktów
- iskrzenie komutatorów dużych maszyn elektrycznych
- uderzenia piorunów w okolicy
- przełączenia w sieci energetycznej

Dział elektrotechniki zajmujący się ochroną przed przepięciami nazywa się ochroną przeciwprzepięciową.

### Obwody rezonansowe
Przy rezonansie napięć, występującym w szeregowych obwodach rezonansowych RLC, napięcie na indukcyjności i pojemności są sobie równe i większe od napięcia zasilającego na zaciskach układu. Jeśli rezystancja obwodu rezonansowego jest mała, to dobroć układu Q jest duża i napięcie na elementach reaktancyjnych znacznie przekracza napięcie zasilające obwód
{\displaystyle Q={\frac {U_{L}}{U_{R}}}={\frac {U_{C}}{U_{R}}}.}

## Szkodliwość
W wyniku przepięcia mogą powstać różnego rodzaju szkody (szkoda przepięciowa), od których można się ubezpieczyć.

## Ograniczanie przepięć
Urządzeniami, których zadaniem jest ograniczanie przepięć do wartości niegroźnej z punktu widzenia wytrzymałości elektrycznej izolacji, są:
- ograniczniki przepięć
- iskierniki
- dławiki
- warystory
- transile